# Cornwallis River
Cornwallis River är ett vattendrag i Kanada. Det ligger i provinsen Nova Scotia, i den sydöstra delen av landet, 900 km öster om huvudstaden Ottawa.